# Agostino Lomellini
Agostino Lomellini (ur. 1709 w Genui, zm. 1791 tamże)  – polityk genueński z rodu Lomellini. 
Genueński ród Lomellini znany był w Republice jako właściciele dużej floty statków handlowych. W XVI i XVII wieku posiadała też nawet własne galeony wojenne.
Od 10 września 1760 do 10 września 1762 roku Rodolfo Giulio Brignole Sale był dożą Republiki Genui.
Agostino Lomellini był człowiekiem bardzo wykształconym i kulturalnym, który władał francuszczyzną równie dobrze jak włoskim. Agostino Lomellini i inny patrycjusz genueński G.B. Ricchieri opublikowali w roku 1753 zbiory tzw. "arkadyjskich" sonetów (tzn. poświęconych nauce i sztuce). Lomellini interesował się prawami fizyki Newtona, a także jego nauka o ruchu komet. Do grona znajomych Lomelliniego należeli Clemente Fasce i Glicerio Sanxay, adepci oświecenia; profesorowie fizyki i retoryki na nowym Uniwersytecie Genueńskim, powstałym po odebraniu nauki jezuitom. 
O zainteresowaniach naukowych Lomelliniego może świadczyć treść jego listu z do Paolo Frisiego 18 września 1767 roku: "Otrzymałem najwytworniejszy list, jaki można sobie wyobrazić od markiza de Condorcet, z jego znakomitymi informacjami na temat rachunku całkowego i problemem trzech ciał fizycznych. Jak hrabia się przekona przysłał mi dwa przykłady, które każą podziwiać umysł odległy w którym się gnieżdżą".